# کیش (تارت)

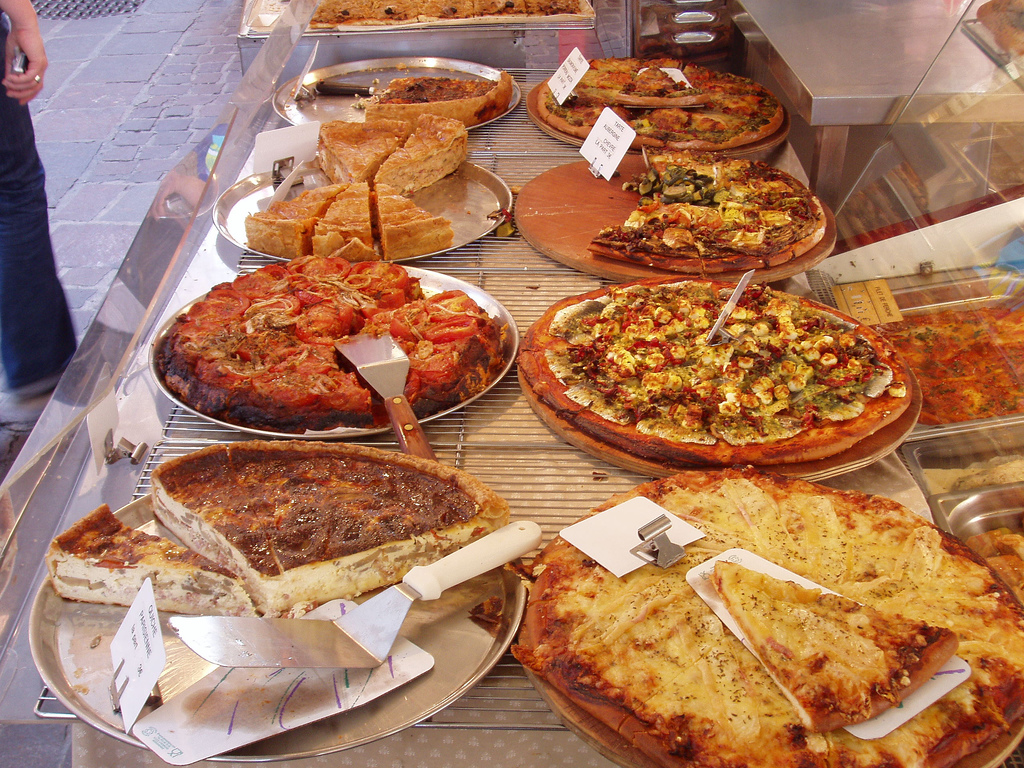
انواع مختلف کیش

کیش (به فرانسوی: Quiche) نوعی تارت است که روی ظرف باز با پر کردن پنیر، تخم‌مرغ، شیر یا خامه، انواع گوشت و سبزیجات تهیه می‌شود و بسته به مواد داخل آن می‌تواند شور یا ترش باشد.

## بررسی اجمالی

### نام‌شناسی
این کلمه برای اولین بار در سال ۱۸۰۵ در فرانسه و در سال ۱۶۰۵ در زبان لورن تأیید شد. اولین کاربرد انگلیسی - "quiche Lorraine" - در سال ۱۹۲۵ ثبت شد. ریشه‌شناسی بیشتر نامشخص است، اما ممکن است مربوط به آلمانی Kuchen به معنای "کیک" یا "تارت" باشد.